# Municipio de Hatton
El municipio de Hatton (en inglés: Hatton Township) es un municipio ubicado en el condado de Clare en el estado estadounidense de Míchigan. En el año 2010 tenía una población de 933 habitantes y una densidad poblacional de 9,97 personas por km².

## Geografía
El municipio de Hatton se encuentra ubicado en las coordenadas 43°56′27″N 84°48′21″O / 43.94083, -84.80583. Según la Oficina del Censo de los Estados Unidos, el municipio tiene una superficie total de 93.6 km², de la cual 92,94 km² corresponden a tierra firme y (0,7 %) 0,65 km² es agua.

## Demografía
Según el censo de 2010, había 933 personas residiendo en el municipio de Hatton. La densidad de población era de 9,97 hab./km². De los 933 habitantes, el municipio de Hatton estaba compuesto por el 96,46 % blancos, el 0,11 % eran afroamericanos, el 0,86 % eran amerindios, el 0,21 % eran asiáticos y el 2,36 % eran de una mezcla de razas. Del total de la población el 0,64 % eran hispanos o latinos de cualquier raza.